# Eduard Sobolewski
Eduard Sobolewski (Königsberg (Królewiec), Prússia, avui Kaliningrad, 1 d'octubre de 1808 - Saint Louis (Missouri), 23 de maig de 1872) fou un compositor alemany i americà, d'origen polonès.
Entrà amb relació amb Wagner durant l'estança d'aquest a Königsberg, on Sobolewski era director d'orquestra, i després per la influència de Liszt, va fer executar algunes de les seves obres a Weimar, i posteriorment es va traslladar a Saint Louis on va ser nomenat director de la Philharmonic Society (societat filharmònica), càrrec que va desenvolupar fins al 1866.
Era un partidari entusiasta de l'escola neoromàntica, va escriure articles i fullets en defensa d'aquesta, així com els llibres Oper, nicht Drama (1857) i Das Geheimniss der neuesten Schule der Musik (1859).

## Composicions
Entre les seves composicions cal mencionar les òperes:
- Imogene (1835);
- Velleda (1836);
- Salvator Rosa (1848);
- Comala.

Els oratoris Die Enthauplung i Lazarus; Els poemes simfònics Vineta i Meeresphantasie, simfonies, cors, cantates, himnes, etc.

## Escrits
- Reaktionäre Briefe, 1854 (Cartes reaccionàries)
- Oper, nicht Drama, Bremen 1857 (Òpera, cap drama)
- Debatten über Musik, 1857 (Debats sobre música)
- Das Geheimniss der Neuesten Schule der Musik, 1859. (El secret de l'escola més nova de música)